# José Carlos Carvalho
José Carlos Carvalho (Jerônimo Monteiro, 5 de setembro de 1952) é um engenheiro florestal, servidor público de carreira e político brasileiro.

## Biografia

### Formação acadêmica e primeiros anos
Nascido na cidade Jerônimo Monteiro, localizado no interior do estado do Espírito Santo, Carvalho mudou-se para a cidade de Seropédica, no interior do estado do Rio de Janeiro, para dedicar-se aos estudos de no curso de Engenharia florestal da Universidade Federal Rural do Rio de Janeiro (UFRRJ). Formou-se no ano de 1975 pela universidade fluminense.

### Atuação
Servidor público de carreira, Carvalho, atuou como Ministro do Meio Ambiente do Brasil no governo Fernando Henrique Cardoso (PSDB), de 5 de março de 2002 a 1 de janeiro de 2003.
Como Ministro, representou o país em eventos globais sobre sustentabilidade. Para além do Ministério, atuou como Secretário-Executivo do Ministério de Meio-Ambiente, Diretor e Presidente do Instituto Brasileiro do Meio Ambiente e dos Recursos Naturais Renováveis (IBAMA), Secretário de Estado de Meio Ambiente de Minas Gerais e Diretor-Geral do Instituto Estadual de Florestas (IEF-MG).
Como burocrata participou de diversos assuntos e projetos de âmbito ambiental, destacando-se a criação do IBAMA, da Secretaria de Meio Ambiente e Desenvolvimento Sustentável de Minas Gerais - (SEMAD), do Instituto Mineiro da Gestão das Águas (IGAM), da Agência Nacional de Águas e Saneamento Básico (ANA) e da transformação do Jardim Botânico do Rio de Janeiro, em Autarquia Federal.
Foi chefe da delegação brasileira na Rio+20, e na Rio+10, realizada em Joanesburgo, em 2002 e presidiu o Fórum de Ministros de Meio Ambiente da América Latina e Caribe, além de ativa participação nas Conferências da Organização das Nações Unidas (ONU) sobre Mudanças Climáticas e Conservação da Diversidade Biológica, no Comitê de Florestas da Organização das Nações Unidas para a Agricultura e Alimentação (FAO) e nas reuniões anuais da Organização Internacional de Madeiras Tropicais (ITTO).
Durante a gestão de Aécio Neves (PSDB) frente ao governo de Minas Gerais, ocupou o cargo de Secretário de Meio Ambiente do estado, ao assumir a pasta em 2008 e deixá-la em 2010.
Em maio de 2019, com outros ex-Ministros do Meio Ambiente como Rubens Ricupero, Gustavo Krause, Sarney Filho, Marina Silva, Carlos Minc, Izabella Teixeira e Edson Duarte assinou um manifesto no Instituto de Estudos Avançados da Universidade de São Paulo (IEA-USP), contra as políticas adotadas pelo então Ministro da pasta ambiental, Ricardo Salles (NOVO), na gestão de Jair Bolsonaro. O manifesto criticou o que classificou como "política sistemática, constante e deliberada de desconstrução e destruição das políticas meio ambientais".
Atualmente é proprietário de uma consultoria especializada e realiza também palestras pelo Brasil.